# めぐり逢える
「めぐり逢える」（めぐりあえる）は、日本のロックミュージシャンである柳ジョージが、1994年7月6日にMCAビクターからリリースした19枚目のシングルである。

## 解説
柳ジョージ&レイニーウッド時代から在籍していたワーナーミュージック・ジャパンのレーベルAtlantic Recordから、MCAビクターに移籍後初となるシングルで、アルバム『STORAGE』の先行シングルとしてリリースされた。
表題曲の「めぐり逢える」は、NTTタウンページのCMソングに起用された。
カップリング曲の「WEEP NO MORE」は、シングルヴァージョンとして収録されており、アルバム『STORAGE』にニューヴァージョン「WEEP NO MORE II」として収録されている。

## 収録曲
| #         | タイトル                   | 作詞      | 作曲       | 編曲      | 時間  |
| --------- | -------------------------- | --------- | ---------- | --------- | ----- |
| 1.        | 「めぐり逢える」           | 朝水彼方  | 筒美京平   | 新川博    | 3:39  |
| 2.        | 「WEEP NO MORE」           | 工藤哲雄  | 柳ジョージ | 岡沢敏夫  | 5:14  |
| 3.        | 「めぐり逢える」(カラオケ) |           |            |           | 3:38  |
| 合計時間: | 合計時間:                  | 合計時間: | 合計時間:  | 合計時間: | 12:31 |